# Novi Jelkovec
Novi Jelkovec település Horvátországban, Zágráb főváros Szeszvete városnegyedében. Közigazgatásilag a fővároshoz tartozik.

## Fekvése
Zágráb városközpontjától 12 km-re keletre, az A3-as és A4-es autópályák csomópontjától északnyugatra, Jelkovec és Sesvatska Sopnica között fekszik.

## Története
Novi Jelkovec egy újonnan épült városrész Zágráb város keleti, és Szeszvete városnegyed déli részén. Az építkezés 2006. október 9-én kezdődött. Az első lakók 2009. április 29-én kapták meg a kulcsokat. A környéken 53 lakóház és üzlet, 2713 lakás és 200 üzlethelyiség található. A 39,47 hektáros területen egy valóságos kisváros épült, az összes fontos kísérő létesítménnyel. Ezzel egy egyedülálló projektet valósítottak meg Horvátországban, figyelembe véve, hogy ilyenre korábban nem volt példa. A 2713 lakás közül 1265-öt a szabad piacra, 1448-at pedig Zágráb város szociális szükségleteire építettek. 2010 januárjában megnyílt az óvoda, 2012 decemberében pedig megnyílt a Jelkoveci könyvtár is. Ez volt az első épület Zágrábban, amelyet kifejezetten a közkönyvtár számára építettek. Körülbelül ezer négyzetméteren terül el négy emeleten. Az összes tervezett létesítmény és létesítmény még nem fejeződött be, de építésüket megkezdték vagy megtervezték. A közeljövőben a villamosvonal meghosszabbítását tervezik egészen Novi Jelkovecig.